# Comté de Forez
Xe siècle – 1790
Entités précédentes :
- Royaume de France
- Comté de Vienne
- Duché de Lyon

Entités suivantes :
- République française
- Département de Rhône-et-Loire

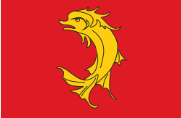
Drapeau du Forez.

Le comté de Forez était un ancien fief comtal correspondant à peu près à l'actuel département de la Loire (Forez). Son nom dérive de celui de la ville de Feurs, l'antique Forum Segusiavorum.
Le territoire du peuple des Ségusiaves s'étendait initialement jusqu'aux rives de la Saône,. Avant 43 av. J.-C., les colons militaires chassés de Vienne, y avaient trouvé refuge à l'emplacement où allait être fondée la Colonia Copia Felix Munatia, bientôt rebaptisée Copia Lugdunum. La cession librement consentie de ce territoire et l'ancienne alliance avec Rome pourraient expliquer pourquoi, sous Auguste, Forum Segusiavorum apparaît comme une cité libre, les Ségusiaves bénéficiant du statut juridique de peuple libre (Civitas Segusiavorum Libera).
Autour de l'an mil, le comté de Forez désignait un ensemble d'anciennes terres publiques ayant relevé de l'ancien  royaume de Provence et concédées par le roi Raoul au royaume de Bourgogne de Conrad le Pacifique vers 943. Le Forez était alors situé aux marges des royaumes de Bourgogne et de France.
Vers 1070-1080, la réforme grégorienne, consacrant la séparation episcopatus/comitatus, contraint la famille comtale lyonnaise à se replier sur le Forez et Montbrison et à adopter la titulature de « comtes de Forez ».
Dans le contexte de la lutte du sacerdoce et de l'Empire, le comte et l'archevêque se rallièrent respectivement au roi de France et à l'Empereur. Le conflit prit fin avec l'intervention du pape Alexandre III et de Louis VII qui rétablirent le comte dans ses droits en 1167. Le comte finit par vendre ses possessions lyonnaises avec la permutation de 1173 qui entérina le partage des juridictions temporelles du comte et de l'archevêque et l'accession au titre d'archevêque de Lyon de son fils Renaud II de Forez en 1193.
Le comté fut réuni au domaine royal en 1531.

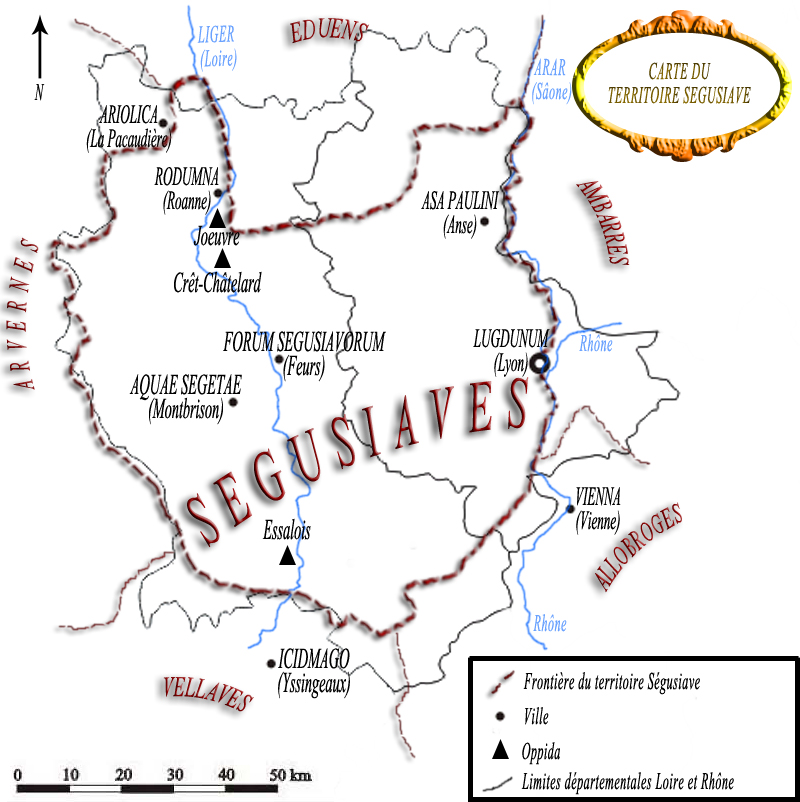
Le territoire antique des ségusiaves.
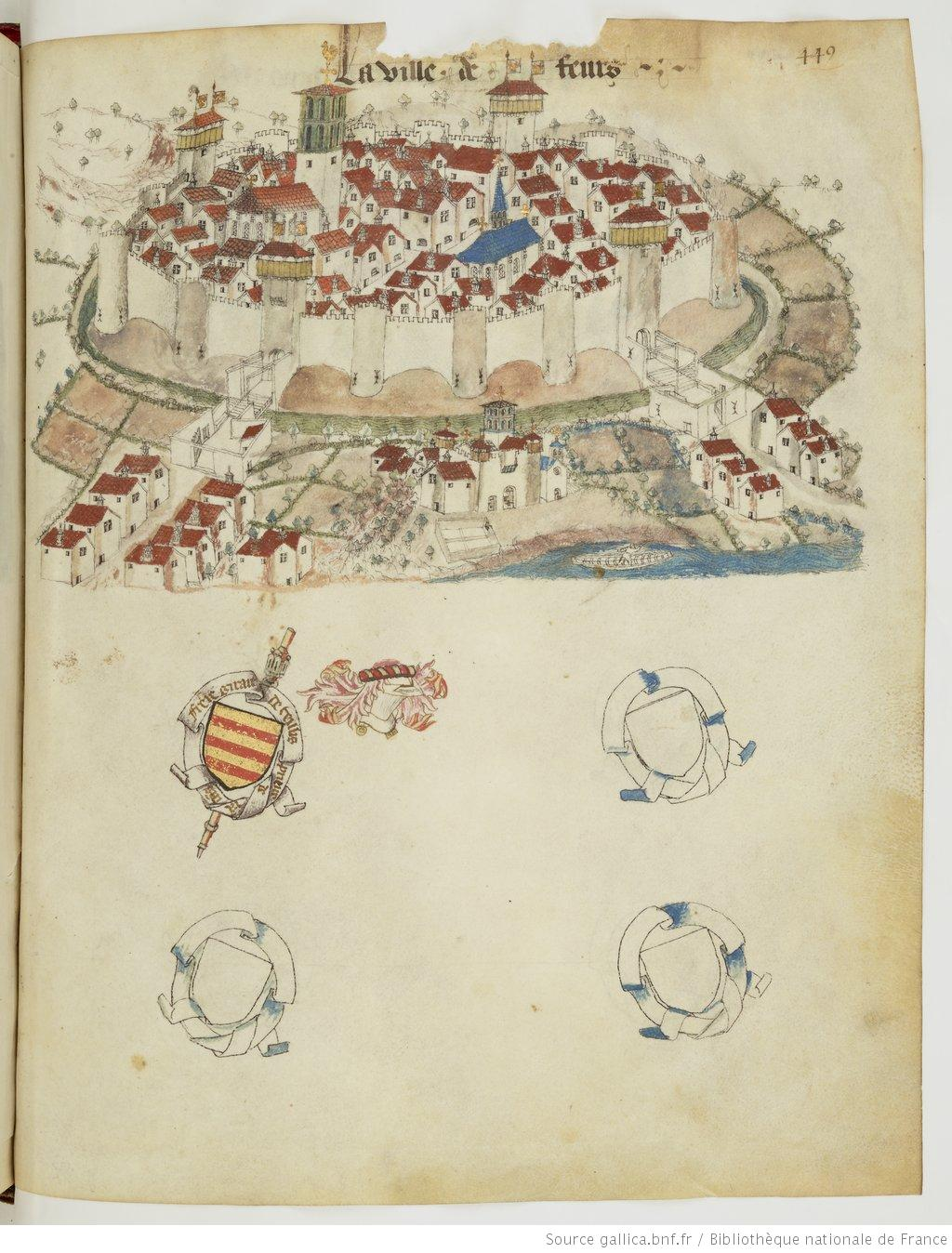
La ville de Feurs dans l'armorial de Guillaume Revel, vers 1450.

## Avant le Xe siècle
Les premières mentions indirectes pouvant potentiellement évoquer la présence d'un pouvoir comtal en Forez se rapportent aux campagnes en Aquitaine de Pépin le Bref contre la rébellion menée par Waïfre. En 764, sous les ordres du comte de Chalon, le comte Australdus marcha victorieusement contre Chilping, comte des Auvergnats, qui préparait une expédition contre le lyonnais et qu'il tua sur les rives de la Loire en Forez ou Roannais,,.
Au milieu du Xe siècle, les sources archéologiques et documentaires indiquent la présence d'une série de fortifications en Forez déjà anciennes, sur la voie Aquitaine de Lyon à l'Auvergne, attribuables à la puissance publique carolingienne:
- Le castrum de Randans au point de passage sur la Loire,
- Le castellum de Salt (Salt-en-Donzy) contrôlant l'accès au vicus de Feurs depuis les monts du Lyonnais.

La Forez réapparait dans les sources médiévales à partir de 918 sous le règne de Louis l'Aveugle,.

## 930-990: Dupagus forensisau comté: le Forez sous influence française

### La succession de Louis l'Aveugle et l'avènement du royaume rodolphien de Bourgogne (930-943)
Vers 930, à la mort de Louis III l'Aveugle, la souveraineté sur le vaste territoire de l'ancien royaume bivinide de Provence apparaît comme très incertaine :
- Liutprand de Crémone rapporte que Hugues d'Arles aurait abandonné ses droits sur l'ancien royaume de Provence au roi Rodolphe II de Bourgogne en 933 en échange de sa non-intervention en Italie où Hugues lui disputait la couronne[15];
- Parallèlement, la souveraineté du roi de Francie occidentale Raoul (lui-même issu de la lignée bivinide/bosonide et cousin de Louis l'Aveugle) paraît s'être étendue, à cette même époque, jusqu'aux rives du Rhône[16]. Il apparaît en Lyonnais en 932, probablement à la suite de l'appel du fils du défunt empereur aveugle, Charles-Constantin de Vienne, l'héritier légitime mais évincé de la succession du royaume de Provence. Par sa présence, le souverain franc affirmait ainsi son autorité sur Vienne, le Vivarais, l'Uzège et la partie occidentale du Lyonnais[17].

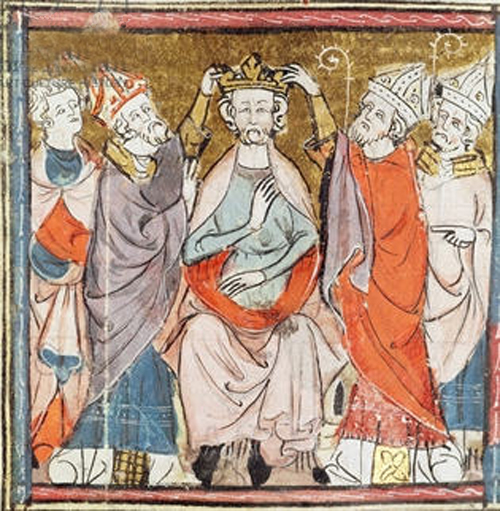
Raoul, roi des Francs (923-936), affirme ses droits sur le Lyonnais et le Viennois à la mort de Louis l'Aveugle.

Raoul mort en 936 et Rodolphe II en 937, Hugues d'Arles (couronné roi d'Italie en 926) tenta un dernier retour pour récupérer l'héritage bosonide en épousant Berthe de Souabe. Otton Ier enleva le fils de Rodolphe II, Conrad, et le fit sacrer roi de Bourgogne.
Le conflit entre Louis IV et Otton Ier fut réglé par l'entrevue de Visé-sur-Meuse en 942 : Louis IV d'Outremer rétrocéda l'ancien duché de Vienne à Conrad de Bourgogne.
Le puissant marquis-comte Hugues le Noir (frère du roi des Francs Raoul et cousin du défunt Louis l'Aveugle) conserva les prérogatives comtales et la suzeraineté sur le Lyonnais et le Viennois. Présent au côté du nouveau souverain dès 943, il apparaît comme le dépositaire légitime de l'héritage bosonide au sein du nouveau royaume rodolphien.
Les droits associés au titre comtal de Charles-Constantin de Vienne, octroyé par le roi Raoul et pour lequel il dut rendre hommage au jeune souverain de Bourgogne, transitèrent au gré des unions dans l'aristocratie régionale, donnant vraisemblablement naissances aux maisons comtales qui émergent dans la région un peu avant l'an mil.

### Le mariage de Mathilde de France et l'héritage bosonide (943-980)
L'amitié entre les deux royaumes se solda par le mariage de la sœur du roi de France avec le nouveau roi de Bourgogne : les chroniques de l'abbaye Saint-Bénigne de Dijon (milieu du XIe siècle) rappellent que la cité de Lyon aurait été apportée par Mathilde lors de son mariage avec le roi de Bourgogne Conrad entre 963 et 966,,. L'union de Conrad et de Mathilde s'inscrivit très probablement dans un accord tripartite entre Francs, Ottoniens et Bosonides. Ainsi, il est possible qu'un ensemble plus vaste de possessions et de droits en Genevois, Viennois et Forez furent reconnus comme relevant du nouveau roi, reliques de l'ancien royaume de Provence dont le mariage royal vint parachever le transfert.

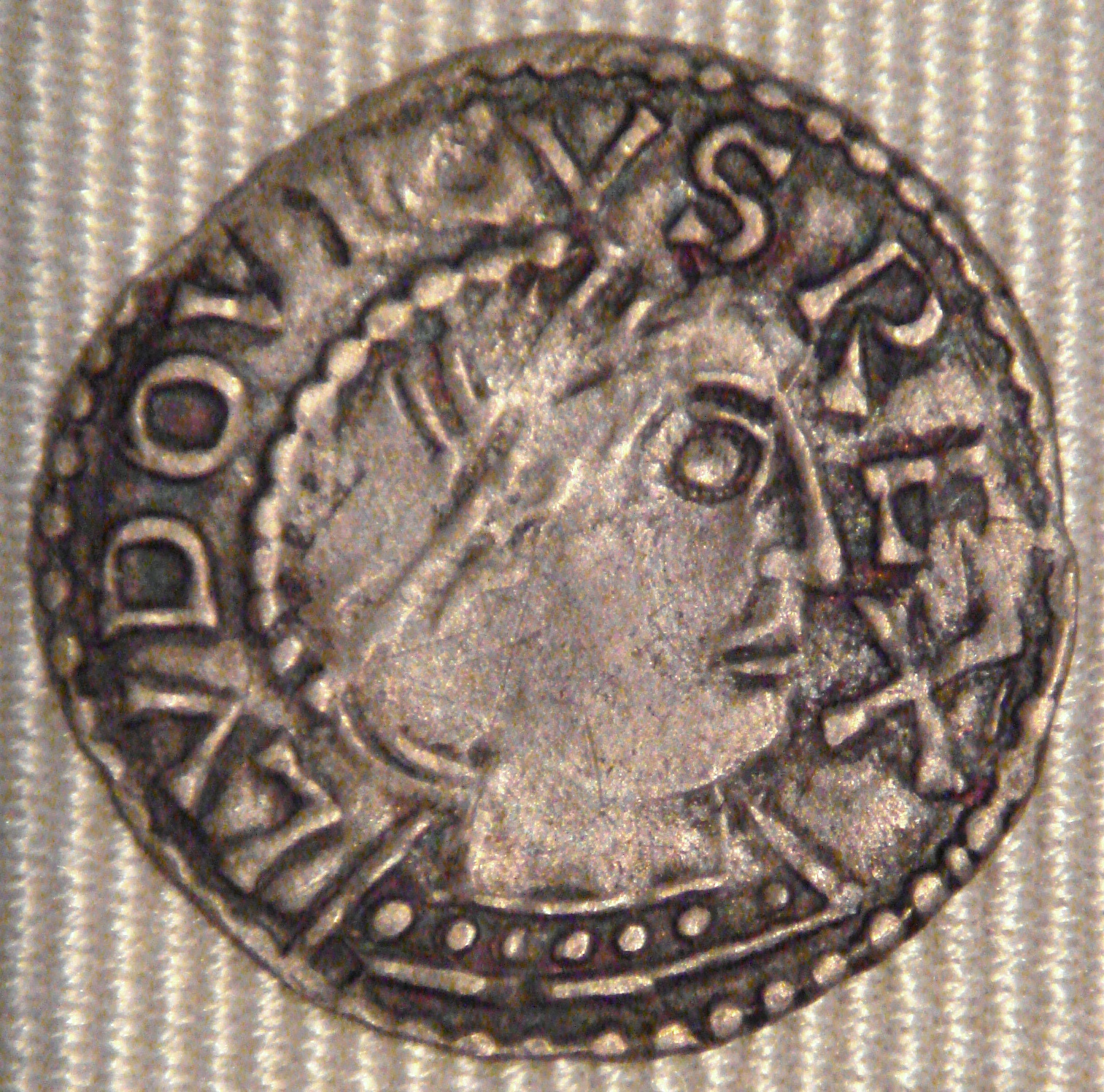
Denier de Louis IV de France, roi des Francs de 936 à 954.
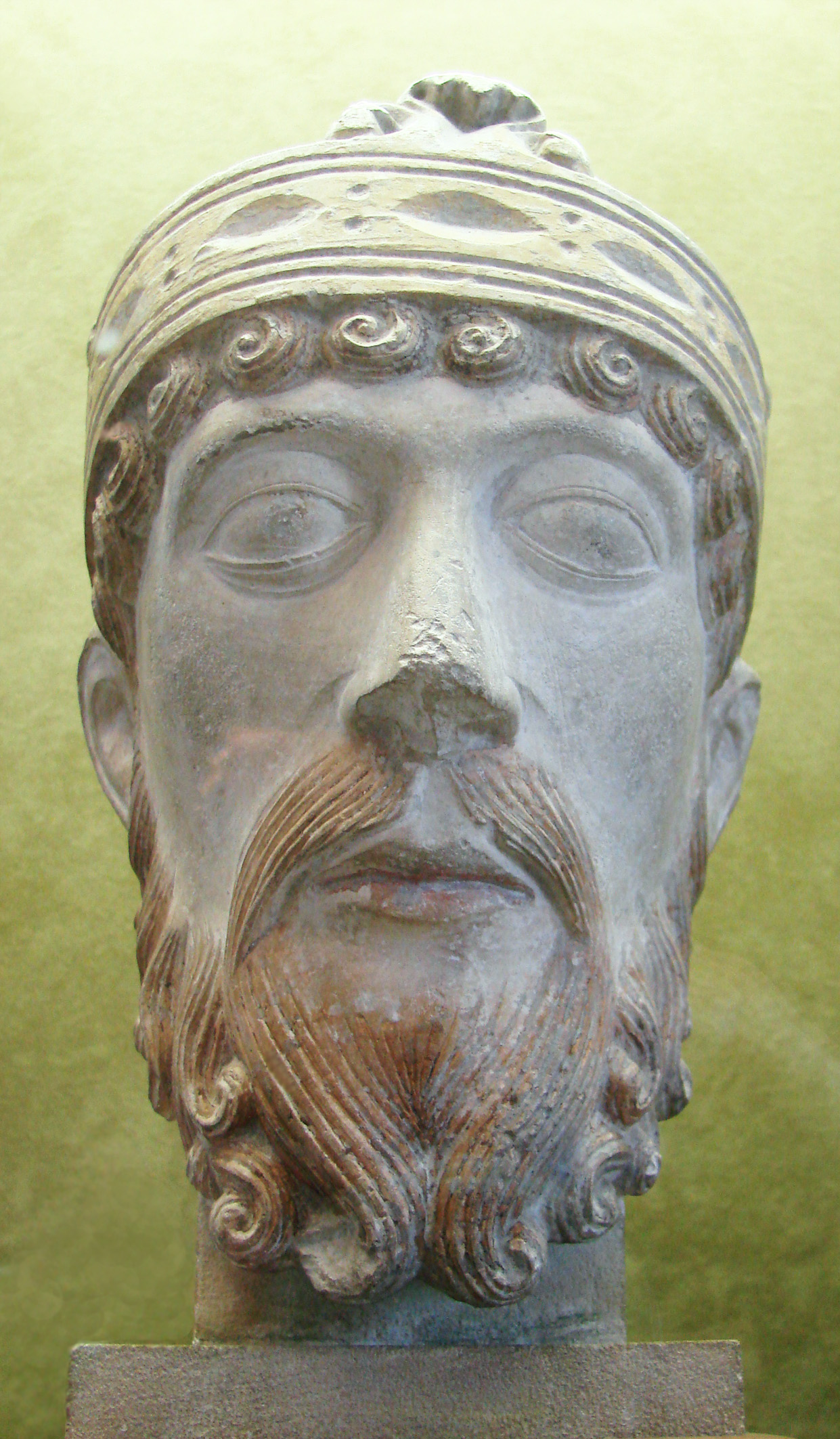
Lothaire de France, roi des Francs de 954 à 986.
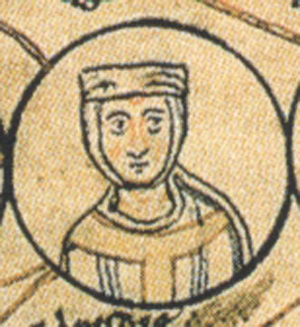
Mathilde de France, sœur du roi Lothaire de France épouse Conrad III de Bourgogne vers 965.

Pourtant, l'influence française resta notable en Forez dans les agri de Feurs, de Solore (Saint-Laurent-Rochefort) et de Roanne où elle transparaît au travers d'actes datés en règne des rois de Francie Louis IV d'Outremer (936-954) et Lothaire (954-986). Associés à ces actes, les premières mentions du "comitatus Lugdunensi" attaché dès une première mention au Roannais en 958, puis du comitatus forensis en 966 et 981 ou du pagus forensis vers 965 traduisent sans doute l'ancrage politique de l'aristocratie carolingienne/bivinide de l'ancien royaume de Provence.
En devenant le beau-frère du roi de France, Conrad obtint sans doute la souveraineté sur le Forez jusqu'à la Saône, et donc sur la totalité de la ville de Lyon, mais il n'en eut proabablement que l'usage.
En 971, la charte de confirmation de Conrad le Pacifique à l'abbaye de l'île Barbe donne les premières mentions écrites de plusieurs localités du sud du Forez,:
- La Celle Saint-Martin en Forez et église Saint-Bonnet de Cleppé,
- Église Sainte-Marie de Cottance,
- Église Saint-André à Saint-Rambert-sur-Loire,
- Monastère Saint-Martin à Firminy,
- Église Saint-Pierre "in Amodo" (Saint-Chamond?).

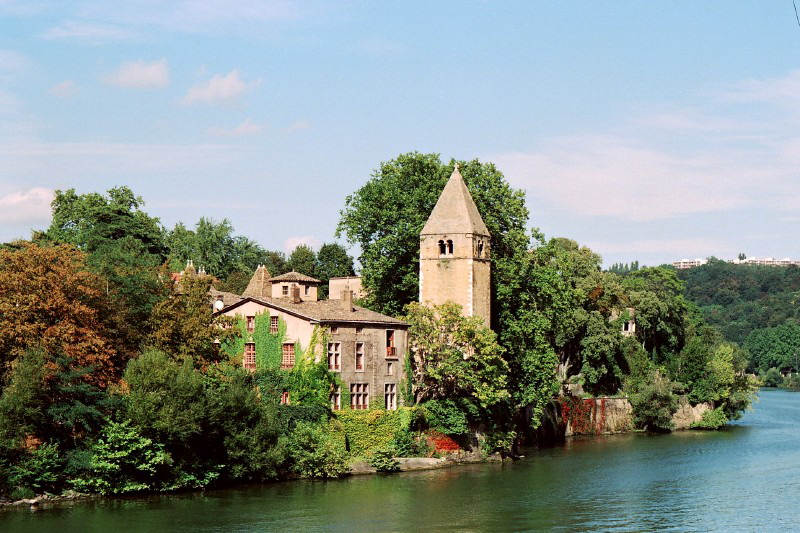
Abbaye de l'Ile Barbe à Lyon.
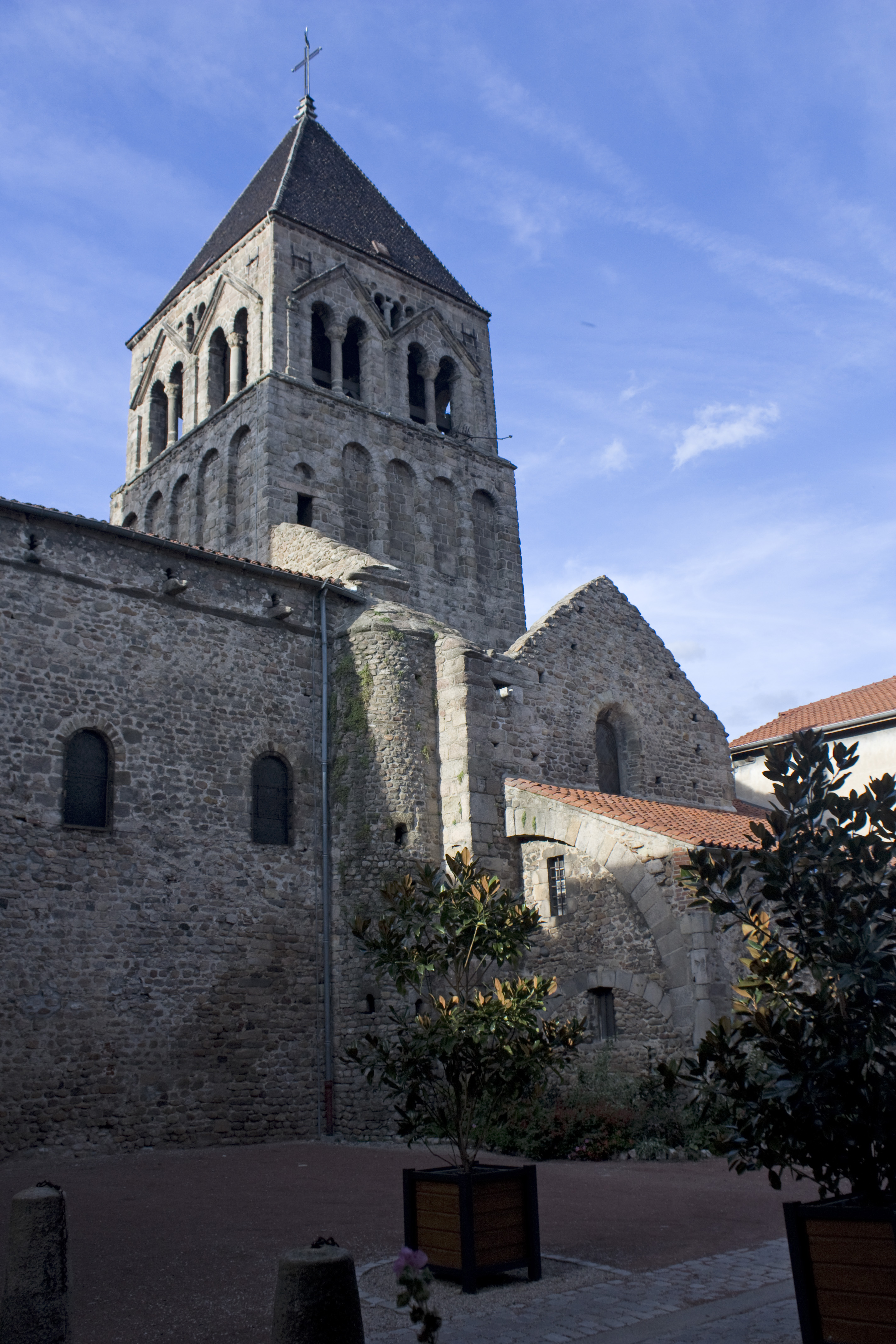
Église Saint-André (Saint-Rambert-sur-Loire).

## 990-1032: Le retour du comte et la dot de Thiberge
Redistribuant les droits et revenus liés à la fonction comtale au sein de sa propre famille, Conrad laissa l'ancien titre de comte vacant pour un temps à la mort de Hugues le Noir. La fonction épiscopale apparaît dès lors étroitement liée aux proches du souverain : Burchard Ier de Lyon (948-963) puis Burchard II (979-1031), respectivement frère et fils illégitime de Conrad III de Bourgogne, qui posent alors les premiers jalons d'une principauté épiscopale lyonnaise. Deux actes de 951 et 979 attesteraient du transfert des prérogatives comtales antérieures : le roi Conrad accorda ainsi la moitié des redevances de la ville de Lyon, la ville d'Anse, la souveraineté sur la partie de leur diocèse situé sur la rive orientale de la Saône et le droit de battre monnaie à l'archevêque.
Peu avant l'an mil, c'est dans un contexte violent qu'apparaissent les premières mentions du comte Artaud, jeune, issu de l'aristocratie locale qui siégeait aux côtés d'Hugues le Noir et de la lignée vicomtale, il fut probablement promu par le roi lors de l'accession de Burchard. Possessionné dans l'actuel Beaujolais et en Roannais, c'est son mariage avec Théodeberge/Thiberge de Forez  (fille ou nièce de Charles-Constantin de Vienne) qui semble lui avoir ouvert les droits sur le Forez, le Lyonnais et le Viennois.
En 993, l'église Saint-Irénée devint la nécropole familiale des comtes de Lyon et de Forez.

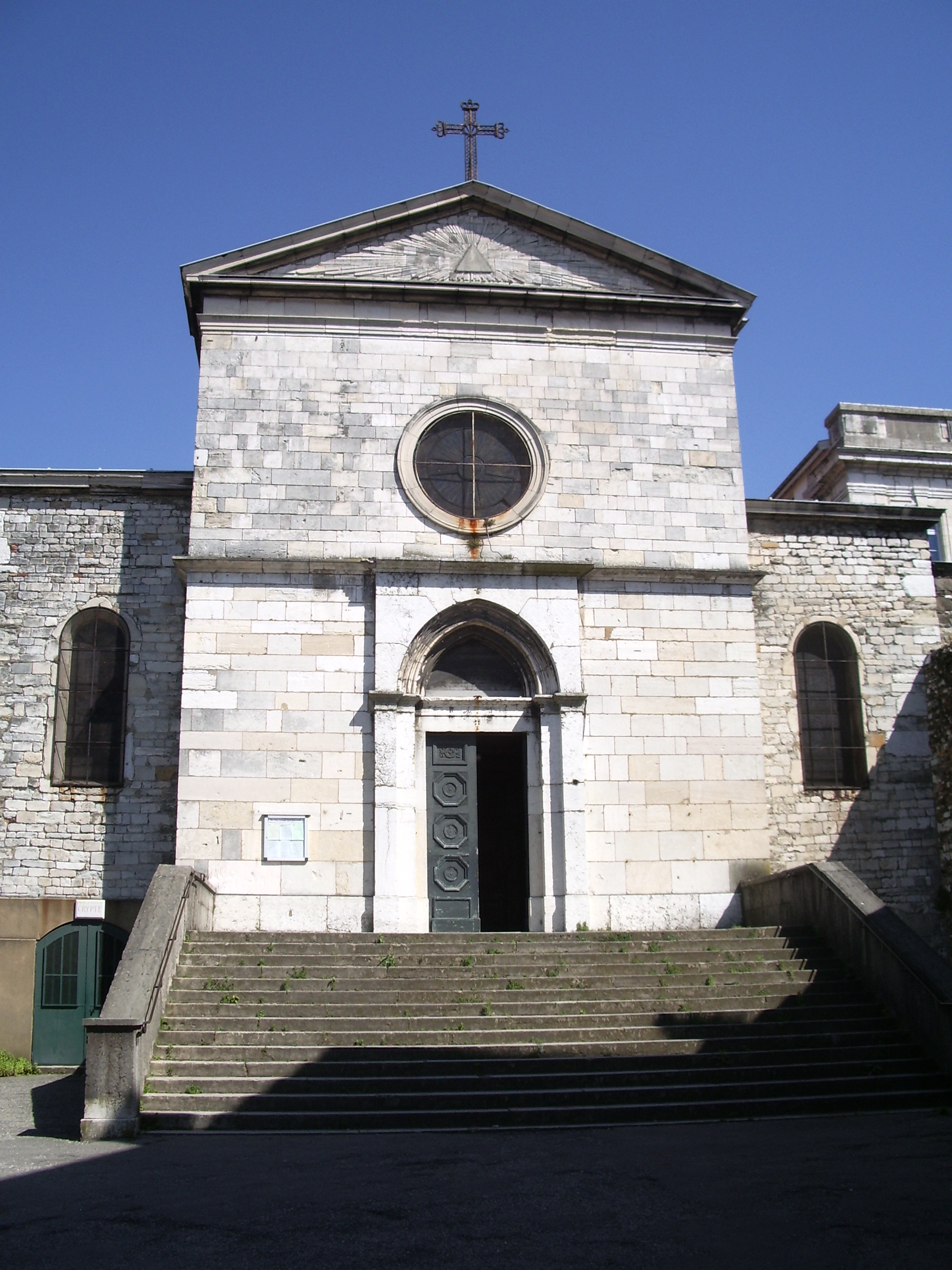
L'église Saint-Irénée à Lyon, objet d'une importante donation du comte Artaud en 993. Sépulture familiale des comtes de Forez.
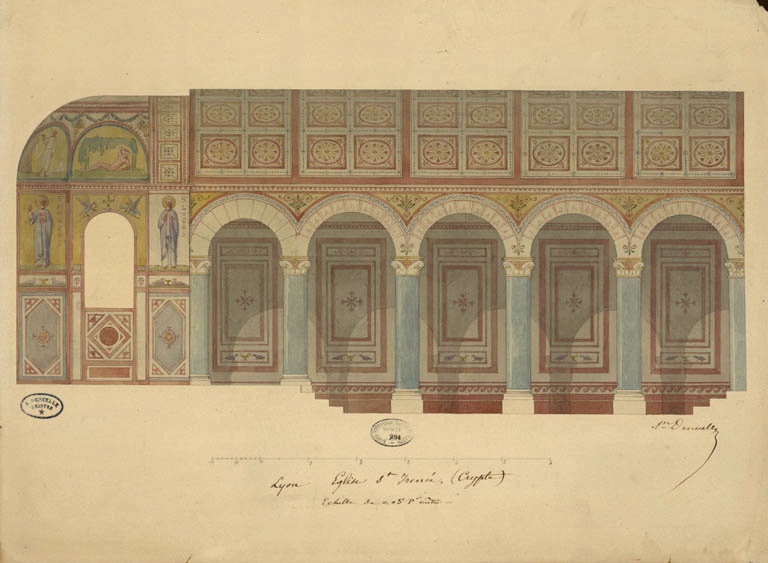
Crypte de l'église Saint-Irénée, restaurée au XVIIe siècle (coupe transversale).
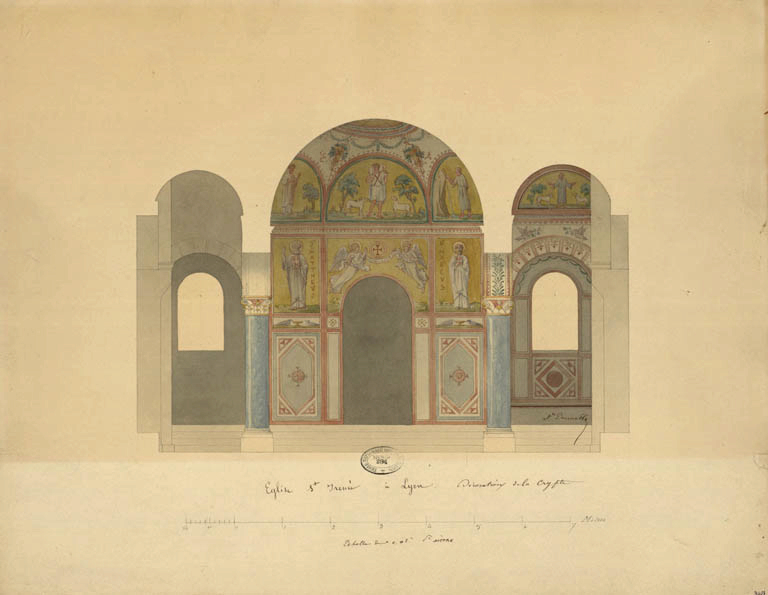
Crypte de l'église Saint-Irénée (coupe longitudinale).

À la même période, un diplôme royal produit par la chancellerie de Bourgogne laisse apparaître le comté de Forez comme désormais dissocié des comtés de Lyon et de Vienne dans lequel se trouvent :
- La basilique de Saint-Victor-sur-Rhins,
- Arthun,
- Pouilly-lès-Feurs.

Après la mort d'Artaud, le titre de gardien de la « patrie forézienne » apparaît ensuite attaché à la personne de Pons de Gévaudan qui épousa Théodeberge/Thiberge dans un contexte de réconciliation éphémère entre les familles comtales d'Aquitaine. Vers 1016, il meurt assassiné par Artaud III à la suite de la répudiation de cette dernière, lors de la reprise des hostilités entre les familles comtales d'Anjou et de Poitiers.
Vers 1020/1030, les sources attestent d'un partage à parts égales des revenus publics et taxes de la ville de Lyon entre le comte et l'archevêque.
Le 6 septembre 1032, à la mort du dernier roi de Bourgogne, Rodolphe III (fils de Conrad le Pacifique et de Mathilde de France), mort sans postérité, le Forez et la partie occidentale de Lyon aurait dû revenir légalement en mainmorte au royaume de France. Mais, en vertu d'un accord passé avec Conrad le Salique, le comté revint en 1032, avec le reste des provinces de l'ancien royaume de Bourgogne, sous l'autorité directe de l'empereur germanique.
La querelle soulevée par la succession de l'ancien royaume de Bourgogne suscita la révolte des féodaux et des prélats du royaume de Bourgogne contre l'empereur au nombre desquels Burcard d'Aoste et le comte de Genève Gérold ou Géraud, le petit-fils de Mathilde. La famille comtale lyonnaise n'apparait pas prendre part aux troubles. En effet, à la mort du roi, il est probable que la maison de Lyon et de Forez, déjà affaiblie par le conflit auvergnat, n'ait dû sa légitimité qu'à la protection du vieil archevêque Burchard.

Vers 1030, le Forez à l'ouest du royaume de Bourgogne.
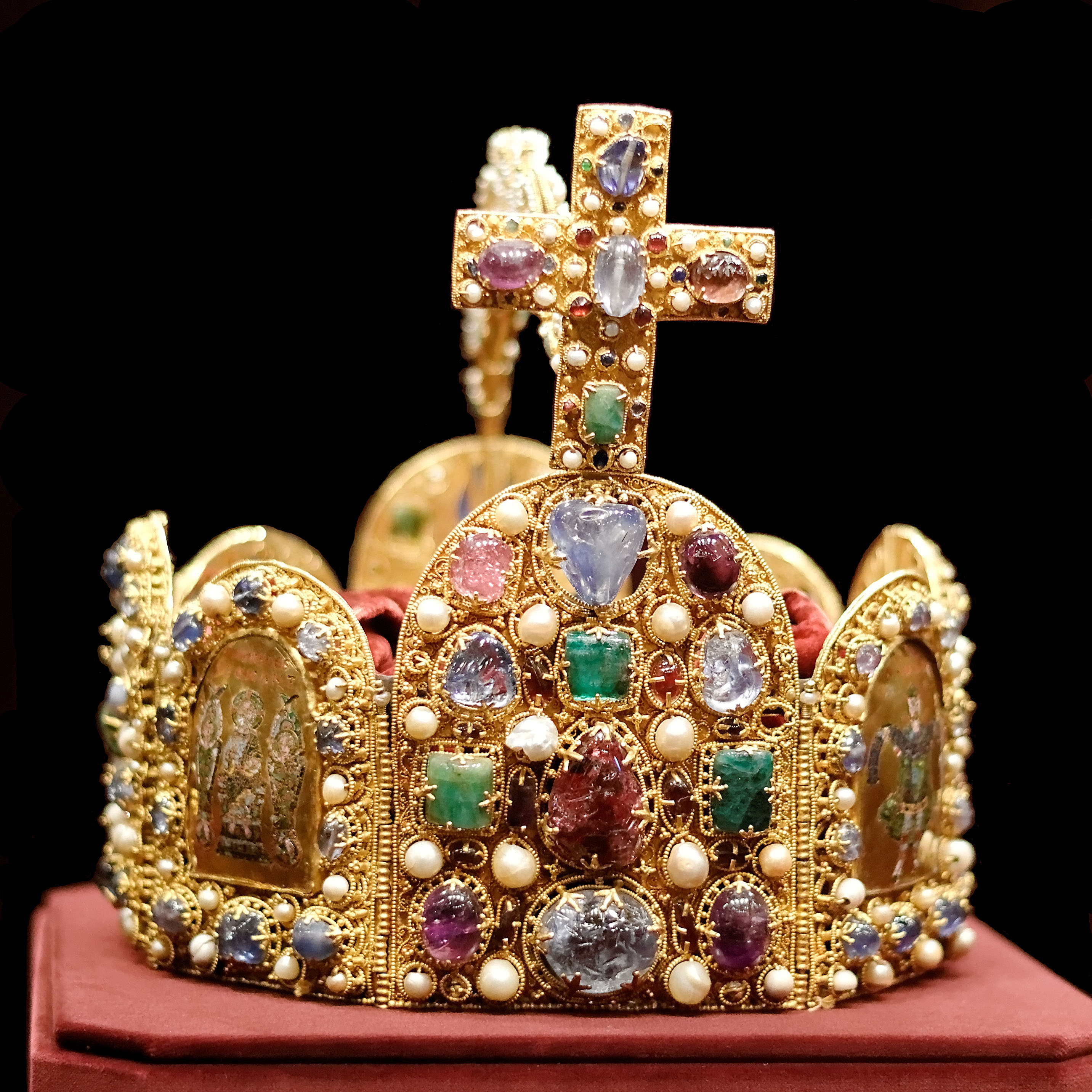
Couronne impériale de Conrad le Salique (960-980).

## 1033-1173: Le conflit chronique avec l'Église de Lyon

### 1033-1080: Emergence des comtes en Bourgogne et premiers conflits autour du trône épiscopal lyonnais

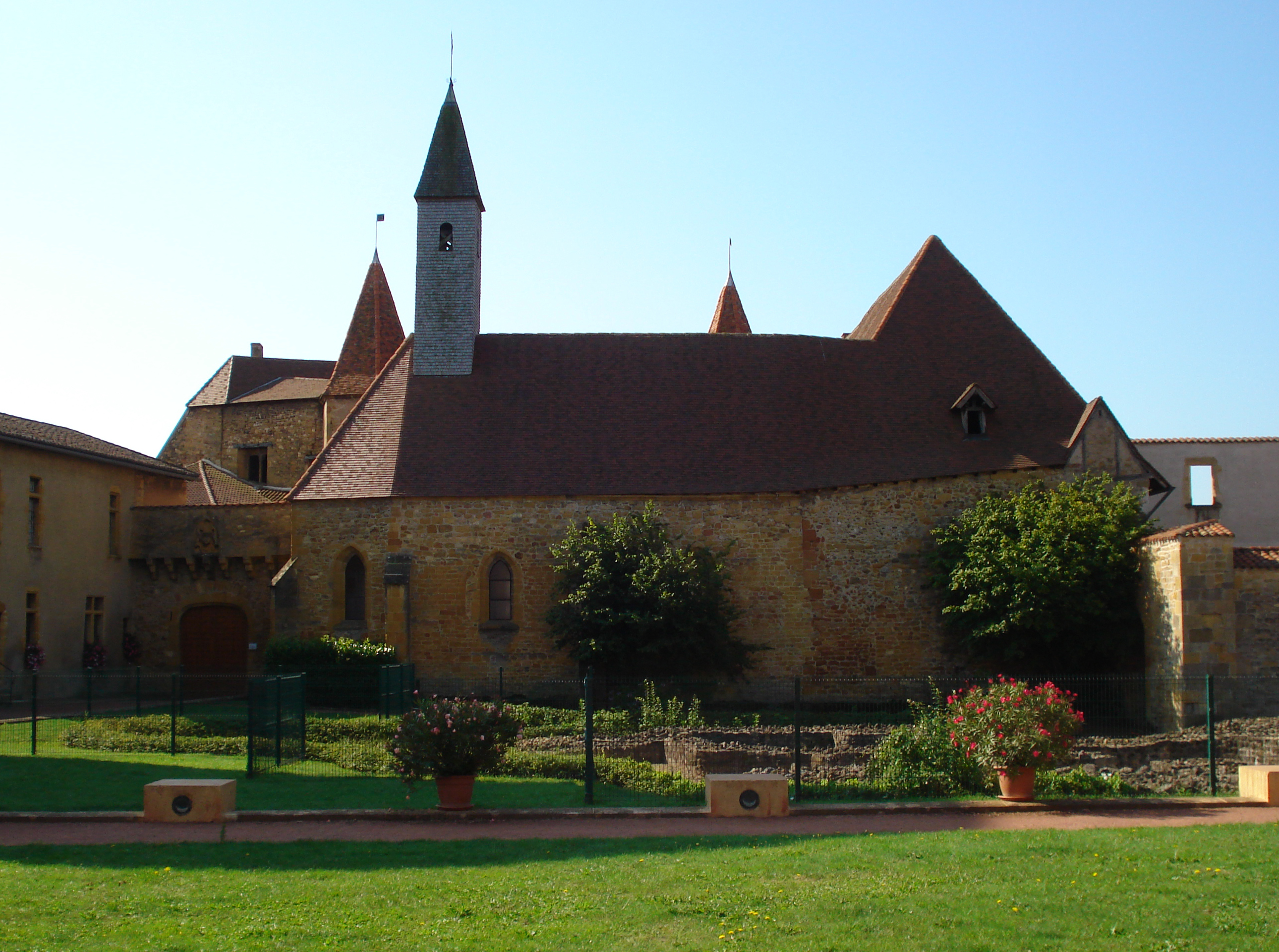
L'abbaye de Charlieu qui aurait été rendue par Géraud à Odolric en 1044.

À la mort de Burchard II, vers 1031, une crise successorale éclata. Son neveu Burcard d'Aoste, fils du comte Humbert, fut transféré sur le siège archiépiscopal de Lyon, provoquant la réaction du comte Géraud de Lyon qui tenta alors vainement de faire élire lui aussi un membre de sa propre famille sur le trône épiscopal pour contrecarrer la maison comtale de Savoie.
S'étant opposé à l'empereur lors de la succession du roi Rodolphe et mis en défaut par l'intervention papale de Jean XIX en faveur d'un candidature d'Odilon de Cluny, Burchard d'Aoste fut déposé par l'empereur dès l'année suivante en 1034. Ce fut finalement l'empereur Henri III qui, après le refus d'Halinard en 1041, nomma Odolric pour mettre fin à la crise succession. La tradition rapporte que Géraud lui remit le monastère de Charlieu en 1044; l'archevêque mourut empoisonné deux ans après. Halinard lui succéda en 1046.
La stratégie d'appropriation des sièges épiscopaux par les familles comtales conduisit, ainsi, à la mise en place de la réforme grégorienne, annoncée dans la région par la voyage de Léon IX vers 1050. Elle se traduisit par la nomination dans l'ancien royaume de Bourgogne de nouveaux évêques, indépendants vis-à-vis de l'aristocratie locale, chargés de séparer les fonctions comtales et épiscopales.
L'archevêque de Lyon Humbert I se range du côté Grégoire VII lors de la querelle des Investitures et obtient en 1076 l'excommunication du « comte de Forez » (Artaud IV n'est pas nommé dans l'acte) et de Humbert de Beaujeu dans le sillage d'Henri IV du Saint-Empire et de ses partisans au nombre desquels l'archevêque Armand de Vienne, Ponce de Grenoble entre autres. Le comte restait encore en possession de la quasi-totalité du Lyonnais et de la moitié des droits de péages de la ville. Artaud IV céda ces derniers pour moitié à l'abbaye de Cluny, peu après la mort de l'archevêque Humbert, sous la houlette du comte de Bourgogne Guillaume Ier.
En effet, dans le dernier quart du XIe siècle, la famille des comtes « de Forez » semble éclipsée par les interventions dans la région des comtes de Bourgogne Guillaume puis de Renaud, ces derniers apparaissant alors comme les premiers représentants de l'autorité impériale.

### 1070-1090: La paix de Dieu en Lyonnais?
Une assemblée de paix réunissant l'archevêque Humbert et le comte Artaud IV s'est tenue entre 1072 et 1092 à Tassin. La seule mention y faisant référence ne permet pas de savoir si cette assemblée eut lieu avant ou après l'excommunication. Les historiens du lyonnais ont longtemps considéré, à la suite d'une erreur d'interprétation, qu'un traité aurait été signé à cette occasion et que le comte y aurait renoncé à l'ensemble de ses droits sur le Lyonnais. Le comte ne semble pas avoir liquidé la totalité de ces droits comtaux sur Lyon à cette occasion (les sources postérieures attestant des droits de ses héritiers sur la ville de Lyon). En revanche, il est vraisemblable qu'à l'image des autres "comes istius civitatis" de la région, la famille comtale lyonnaise ait dû renoncer à la cogestion des terres épiscopales et d'accepter, dans le contexte de la réforme grégorienne, la séparation de l'episcopatus et du comitatus.
À la fin de la décennie 1070, l'archevêque de Lyon Hugues de Die intitule pour la première fois Guillaume « comte de Forez », annonçant par cette formule le repli forcé de la dynastie comtale lyonnaise vers son fief historique en Forez.

### 1100-1157: Fin de règne obscure de la première maison et succession par la maison de Flandre et la maison d'Albon
Vers 1105, les fils du comte Guillaume le vieux, Guillaume le jeune et Eustache versent les redevances de Montbrison, Sury, Estivareilles, Aurec, Saint-Clément-les-Places, Saint-Chamond, Yzeron, Lyon, Oingt, Chamelet, Cottance, Cleppé et Saint-Haon-le-Vieux à l'hôpital de Montbrison.
Les sources sont lacunaires et ne permettent pas de dresser une chronologie des règnes de Guillaume Ier, Guillaume le jeune et Eustache qui disparaissent des textes après 1115. Néanmoins, les historiens du Forez ont largement repris la tradition locale relatant l'assassinat de Guillaume le jeune par Josserand de Lavieu (seigneur de Jarez, probablement issu de la branche vicomtale lyonnaise et parent des comtes de la première maison) qui aurait conduit à la disparition de la fonction vicomtale à Lyon et à la confiscation des terres foreziennes des Lavieu. Ces derniers n'auraient, dès lors, conservé que leurs possessions en Jarez où il aurait donné naissance à la branche du même nom.
De plus, la décennie 1100-1110 vit apparemment l'accession au titre de comte du Forez de Guy de Guînes, peut-être promu par un ancien mariage entre les lignées de Forez et celle des comtes de Flandres. La tradition autour du meurtre de Guillaume II, la fin de règne chaotique et la vacance de la fonction comtale pouvant expliquer l'accession de Guy de Guînes sont autant d'éléments pouvant indiquer une crise au sein de la première famille comtale de Lyon.

Armoiries des comtes de Lyon et de Forez selon J.-M. de La Mure[58].

Ainsi, il est presque certain que le comte Guy Ier, fondateur de la seconde maison de Forez, ait profité du passage à Montbrison du roi de France Louis le Gros lors de son retour d'Auvergne en 1131, pour placer son jeune fils, le futur Guy II, sous la protection directe du souverain, qui l'éleva à la cour et le fit chevalier.

Armoiries de la maison d'Albon : D'or au dauphin d'azur, crêté et barbelé de gueules.

### 1157-1167: La guerre aux confins du royaume de France et de l'Empire
En 1157, Frédéric Barberousse reçut l'hommage de l'archevêque de Lyon, Héracle de Montboissier,,. L'empereur accorda à l'Église de Lyon, ainsi inféodée, une charte de privilège sous l'aspect d'une pompeuse bulle impériale, dite la bulle d'or, octroyant l'ensemble du pouvoir temporel sur la cité de Lyon ainsi que les droits régaliens sur l'est de la Saône. Les dispositions de la bulle, si elles visaient directement le comte de Forez, lui laissaient en revanche la majeure partie du fief, fixant ainsi à la rive gauche du fleuve la frontière du Saint-Empire romain germanique et de la France.
Ainsi, le conflit fut relancé, mais il dépassait désormais la simple querelle régionale sur la question des droits associés aux honneurs publics sur la ville de Lyon. Sur fond de lutte du sacerdoce et de l'Empire, c'était désormais les frontières du royaume de France et du Saint-Empire qui en étaient l'enjeu.
Dès 1158, sous l'impulsion du chancelier impérial Raynald de Dassel, l'archevêque Héracle et le comte Géraud Ier de Mâcon attaquèrent la forteresse comtale d'Yzeron où ils furent défaits par les troupes du comte et de la maison d'Albon : Guigues II les poursuivit et prit Lyon.
En 1162, le comte de Forez occupait Lyon et contraignait Héracle à la fuite. Le pape Alexandre III, en conflit avec Frédéric Barberousse, parvint à faire conclure une paix éphémère entre les deux comtes à Cluny en 1163. À cette date, le pape avait acquis à sa cause le comte de Forez et l'ensemble des établissements religieux du Mâconnais contre le comte de Mâcon Géraud Ier de Mâcon et l'archevêque de Lyon ralliés à Frédéric Barberousse.
Vers 1163-1166, Guigues II fait appel au roi de France Louis VII contre les schismatiques lyonnais.
Au printemps 1167, Louis VII reçut Guy à la cour de Bourges et lui accorda les châteaux qu'il tenait en seigneur de lui à Montbrison et à Monsupt, pour lesquels il fit hommage et foi.

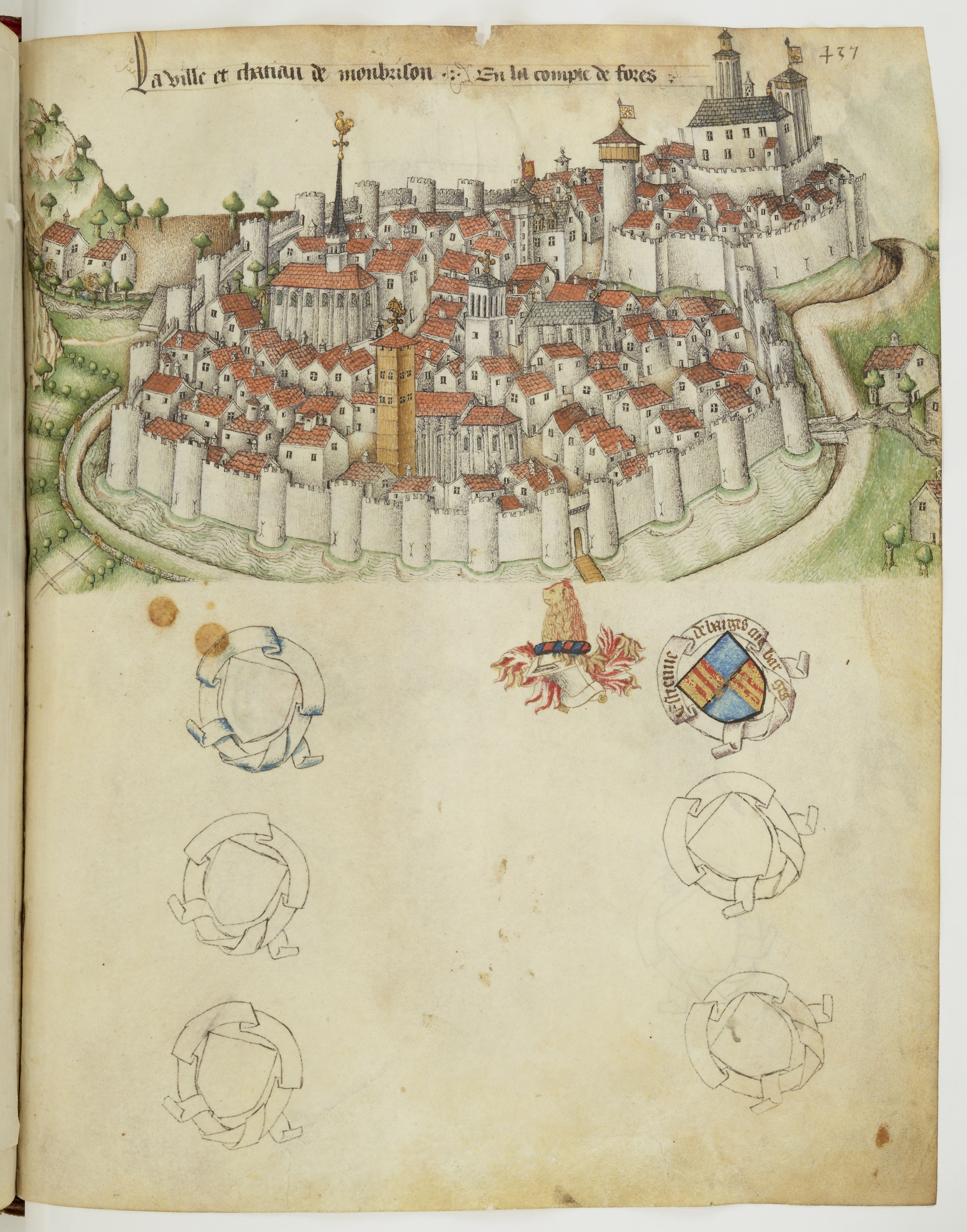
La ville et le château de Montbrison dans l'armorial de Guillaume Revel, vers 1450.
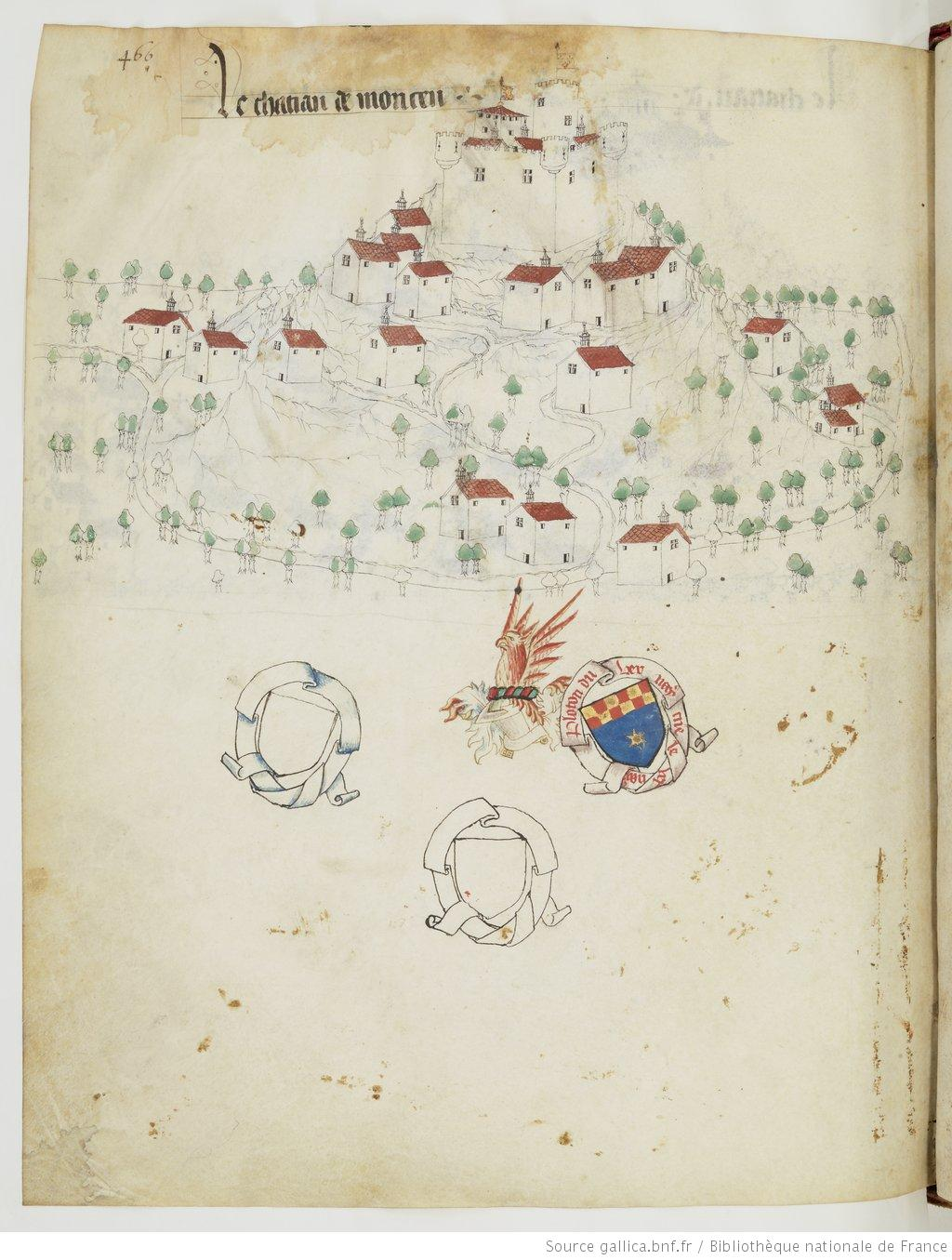
Le château de Monsupt, id.

Le comte fit enregistrer au roi les autres châteaux de : 
- Montarcher,
- Saint-Chamond,
- La Tour-en-Jarez,
- Chamousset.

Enfin, le comte demanda au roi les droits régaliens pour les châteaux de :
- Marcily
- Donzy et de ses dépendances
- Cleppé
- Saint-Priest-en-Jarez
- Lavieu,
- Saint-Romain-le-Puy.

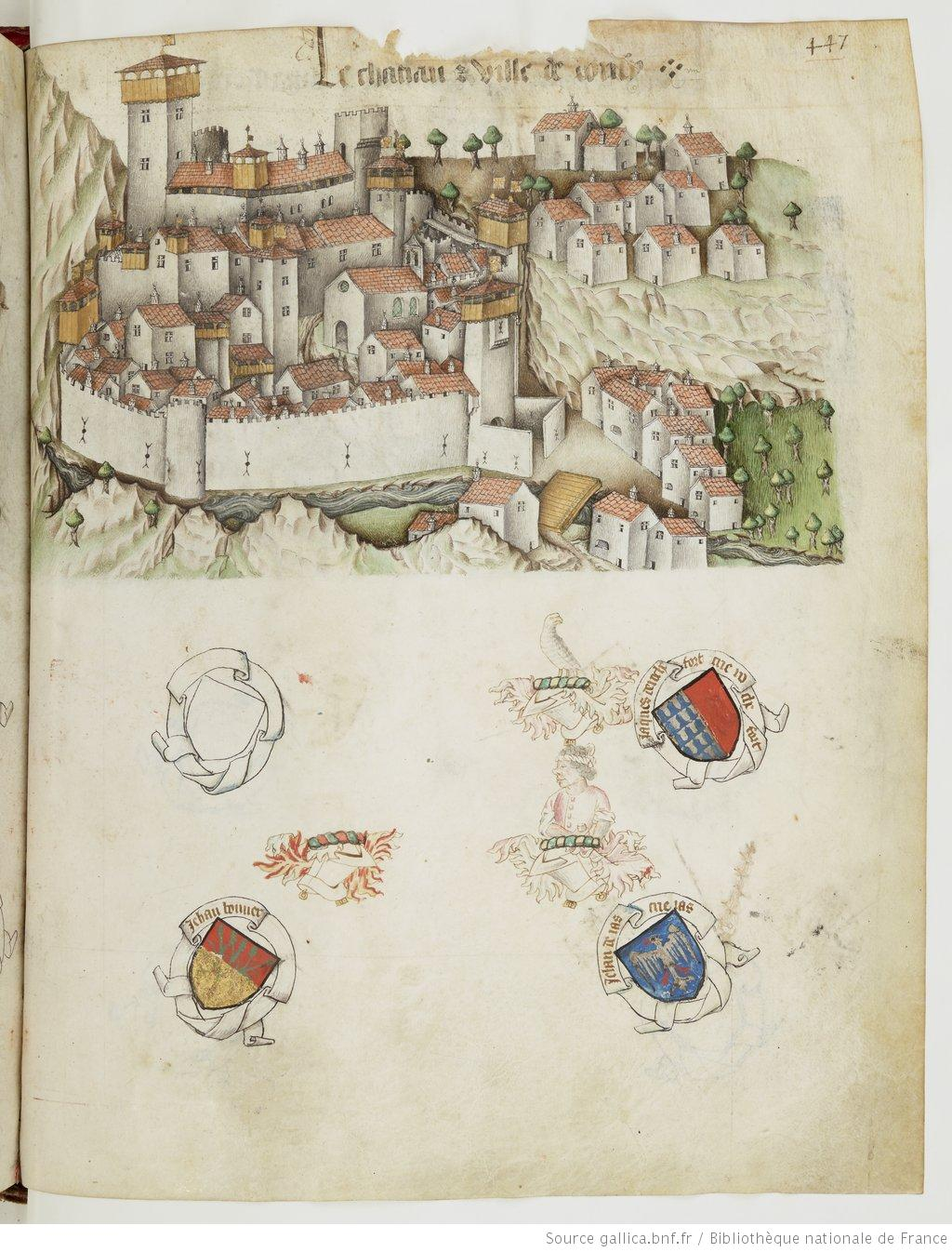
La ville et le château de Donzy, id.
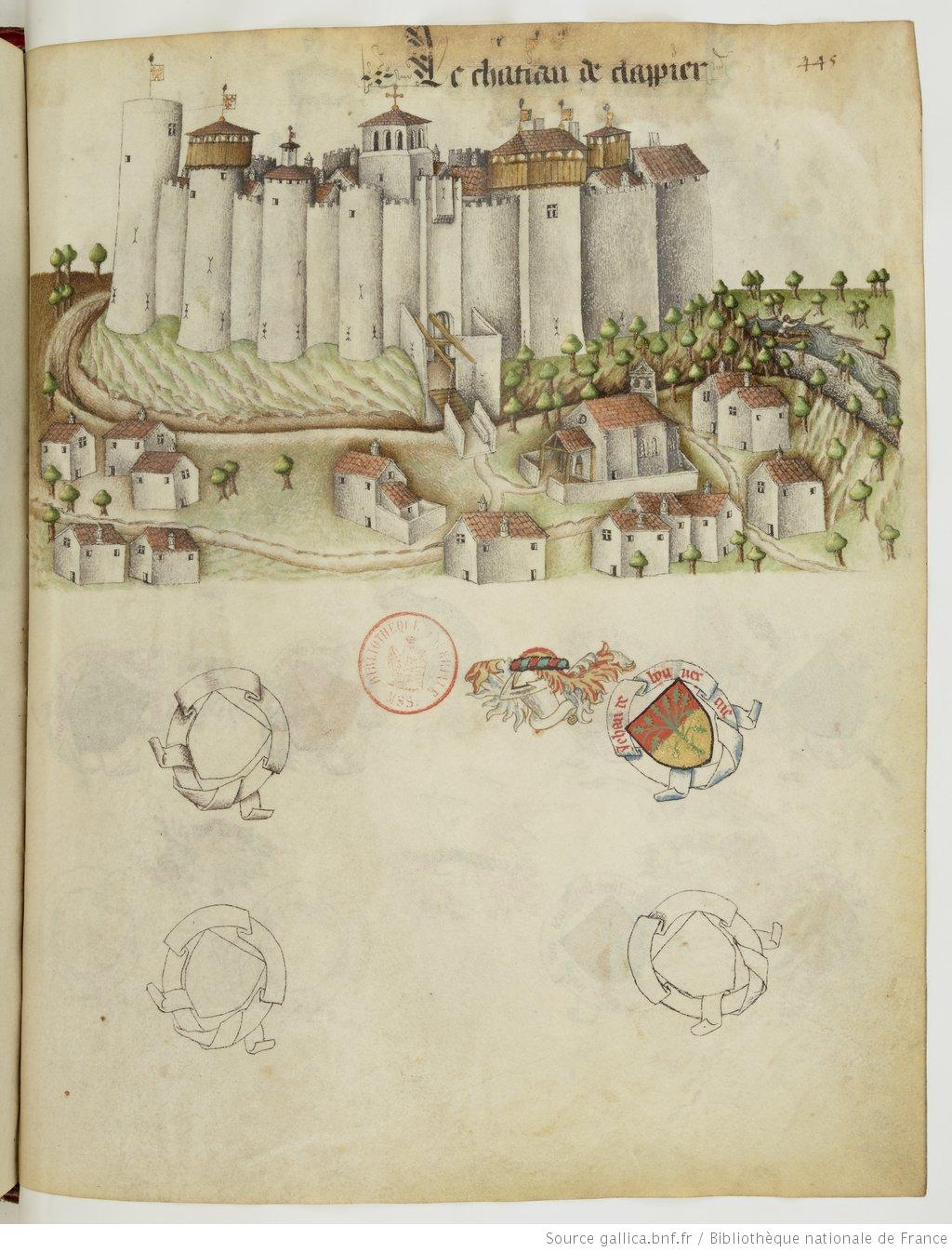
Le château de Cleppé, id.
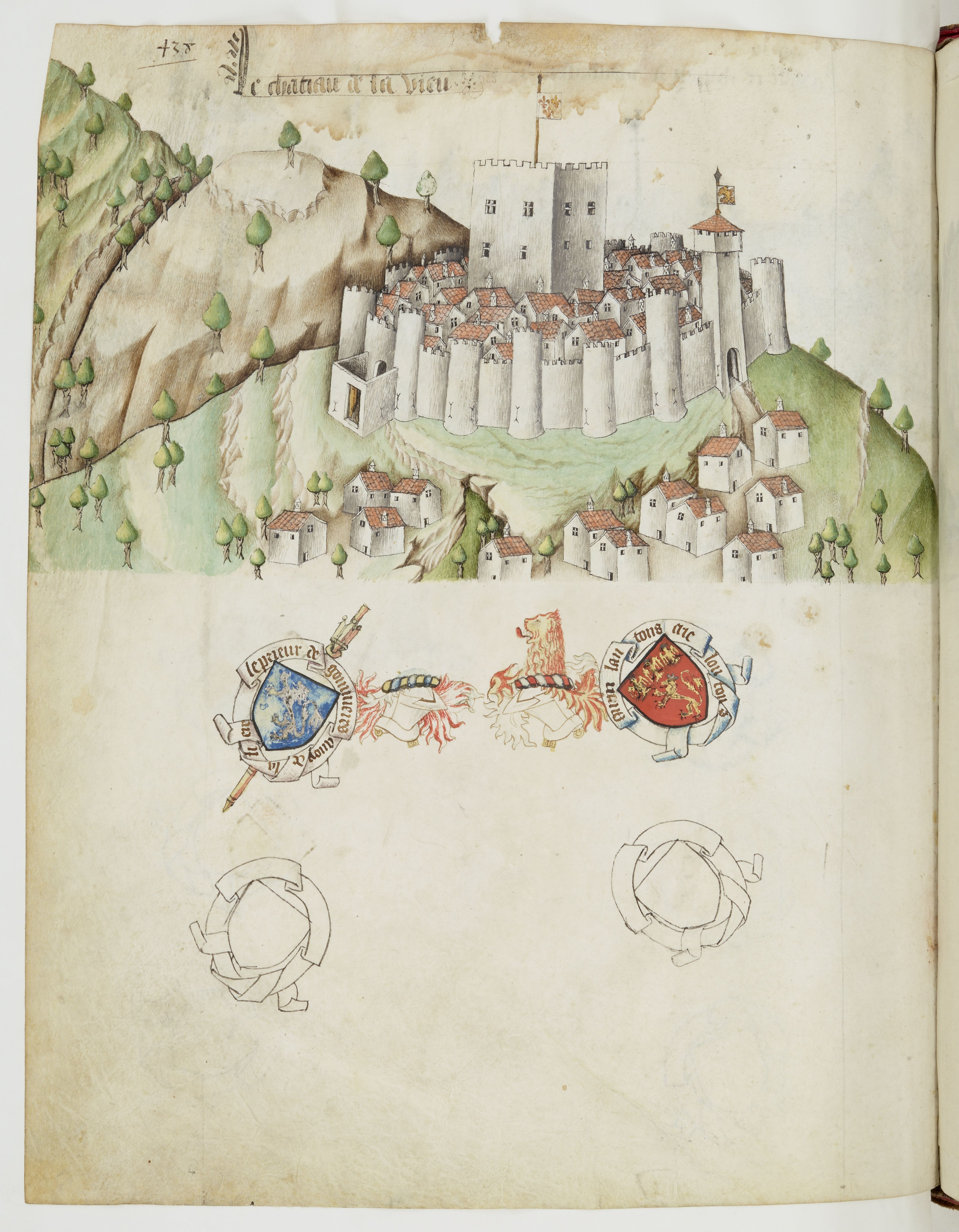
Le château de Lavieu, id.
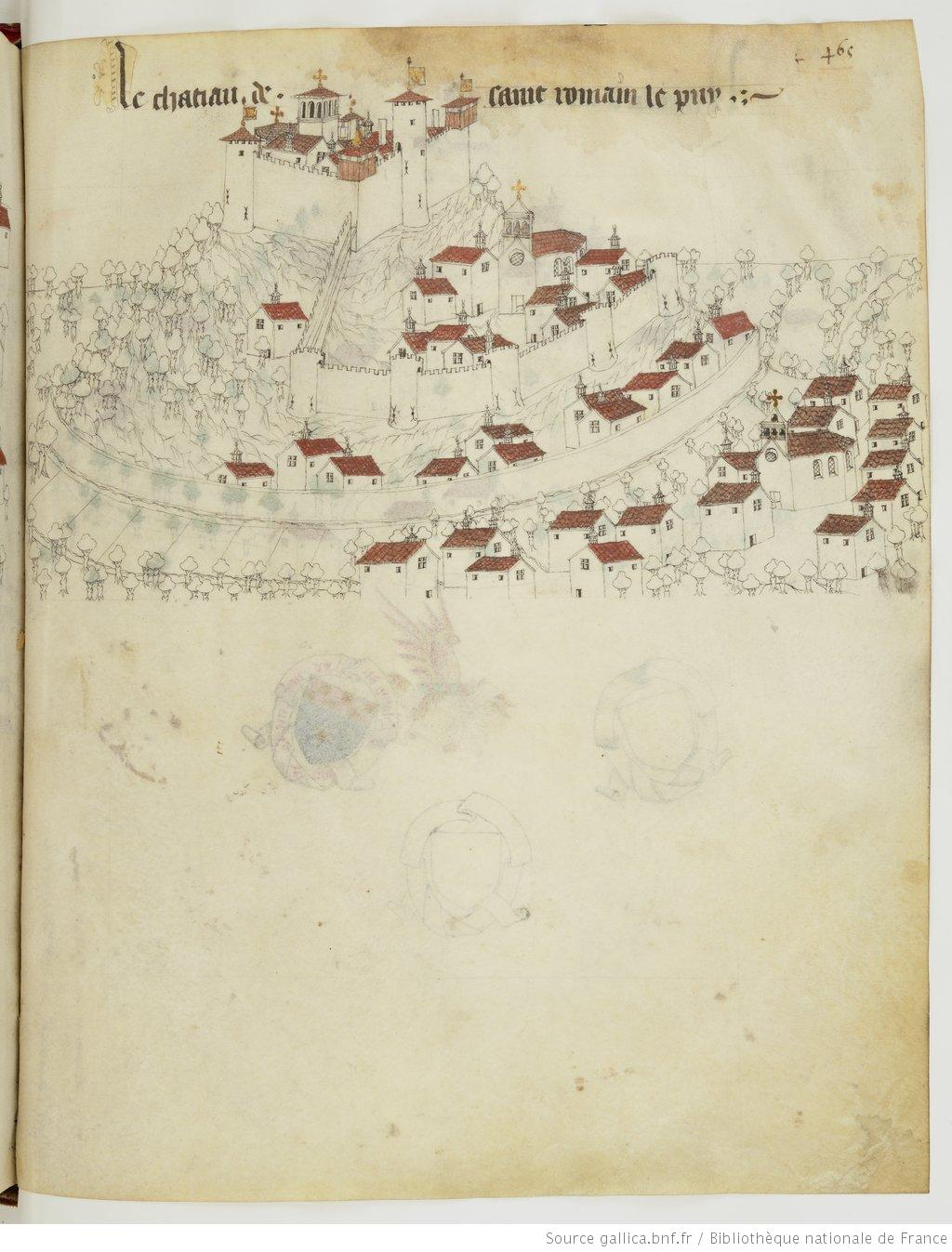
Le château de Saint-Romain-le-Puy, id.

Plus que la seule intervention discrète du roi de France, c'est la présence du pape qui semble avoir joué un rôle important à cette date. Le successeur d'Héracle, Dreux de Beauvoir, lui aussi inféodé à l'Empire, fut nommé par le chapitre mais ne fut pas consacré. En 1165, les fidèles d'Alexandre élisent contre Dreux le cistercien Guichard de Pontigny, recommandé à Louis VII par Thomas Becket comme l'homme providentiel pouvant lui apporter « sa ville et même le pays ».

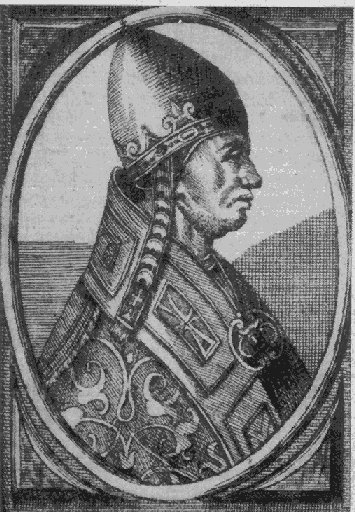
Le pape Alexandre III.
Saint-Thomas Becket (1117-1170).

Ainsi, le pape Alexandre III, d'un commun accord avec Louis VII, consacre Guichard, abbé de Pontigny, comme archevêque afin de mettre fin au conflit. Alors que la prise de Rome laissait Frédéric Barberousse exsangue, excommunié par Alexandre III à la tête d'une armée décimée par une terrible épidémie, l'empereur ne fut pas en état de réagir ni politiquement ni militairement.
Une première transaction en date du 15 octobre 1167 reconnaissant les droits ancestraux des dauphins de Viennois, des dauphins d'Auvergne et des comtes de Forez sur la ville de Lyon et annulant les dispositions de la bulle de 1157,.

### 1173-1226: Scission du Forez et du Lyonnais et guerre contre Beaujeu
Le conflit achevé, en 1173, la permutation vint officialiser la vente des terres publiques et des droits associés du comte en Lyonnais permettant, ainsi, à la famille comtale d'accéder à la dignité épiscopale. Une bulle pontificale d'Alexandre III vint parachever la transaction l'année suivante. L'épilogue du conflit vit ainsi en 1193 l'élection comme archevêque de Lyon de Renaud de Forez fils cadet de Guy II.

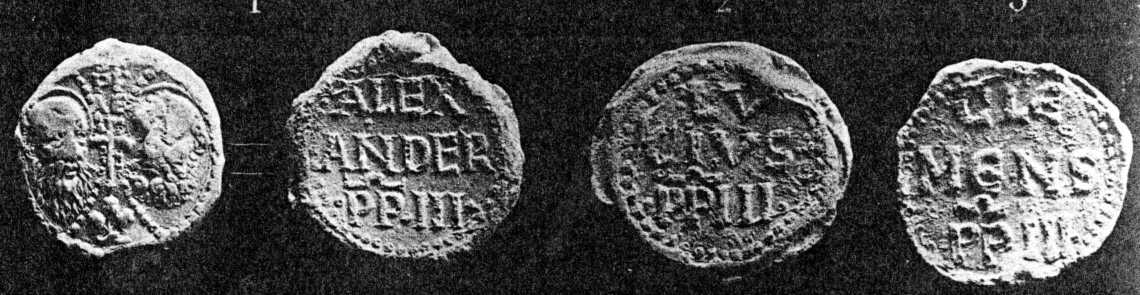
Sceaux de Bulle pontificale d'Alexandre III

Son frère Guy III mort en croisade en 1202 et enterré à l'église des chevaliers de Saint-Jean-de-Jérusalem, Renaud assura dès lors conjointement la régence du Forez et la tutelle du futur comte Guy IV. C'est sous son seing, à la suite de la fondation de l'abbaye cistercienne de Valbenoîte, qu'apparaît la première mention de la paroisse de Saint-Étienne-de-Furan en 1195.
Les comtes de Forez ne renoncèrent à leur titre de « comte de Lyon » qu'après l'accession de Renaud de Forez au trône épiscopal lyonnais.

Armoiries des comtes de Forez : De gueules au dauphin d'or.
Carte de la France à la fin du XIIe siècle, le Forez est un fief du royaume de France, le Lyonnais un état du Saint-Empire.
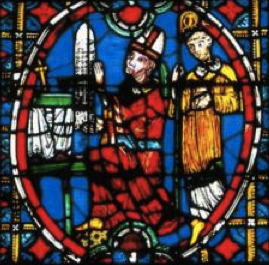
Vitrail de la primatiale Saint-Jean à Lyon représentant Renaud de Forez, archevêque de Lyon (1193-1226) et régent du comté de Forez.

Sous l'influence du roi qui souhaite récupérer la forteresse de Couzan, le comte, prenant pour prétexte les pillages perpétrés sur les riches terres foréziennes, entre en guerre contre les seigneurs Beaujeu (inféodés au Saint-Empire) en 1175. Le conflit s'achève en 1222 par la déroute des Beaujeu qui signent un traité de paix et remettent la forteresse.
En 1198, Philippe-Auguste confirme à Guigues IV les droits que Louis VII avait reconnus à son père Guigues III, dont notamment le droit de garde des routes.
Face aux visées et avancées expansionnistes de la famille de Beaujeu, le comte Guigues III de Forez contracte une alliance avec l'Auvergne. Elle est scellée par plusieurs mariages. Marquise de Forez, la fille de Guigues épouse un vassal de Guy II d'Auvergne, Guy VII de Thiers, tandis que le fils de Guigues s'engage à se marier avec la fille du seigneur de Thiers.

## XIIIe–XIVesiècle
A cette époque (vers 1240). parait auprès des comtes le bailli de Forez qui était leur lieutenant, de même que les rois de France venaient d'instituer quatre grands baillis sur leurs domaines. Le premier dont nous connaissons le nom est Pierre Maréchal, de la famille de Saint-Priest, seigneur d'Apinac (1286).
Les estimations de Neufbourg attribuent au comte, au XIIIe siècle, 10 à 12 000 livres viennois de rente annuelle, une fortune proportionnellement comparable à celle du roi.
En 1265, Renaud de Forez devient également seigneur de Beaujeu et lègue cette seigneurie à sa mort à son second fils qui crée la seconde lignée des seigneurs de Beaujeu (maison d'Albon-Forez).
A cette époque (fin XIIIe, début XIVe, les états du comte étaient partagés en deux bailliages : 
- le  bailliage de Forez, aussi appelé "de Montbrison" où les baillis résidaient
- le  bailliage de Malle val (ou aussi nommé d'Outre-les-Bois), comprenant ce qui avait dépendu des dauphins de Viennois.

Peu de temps après (1341) y furent ajoutés celui de Chauffour (contenant Saint-Bonnet-le-Château) et celui de Saint-Ferréol (1341).
À la mort du comte Jean II en 1372, le comté de Forez revient à sa nièce Anne de Forez, mariée au duc Louis II de Bourbon.

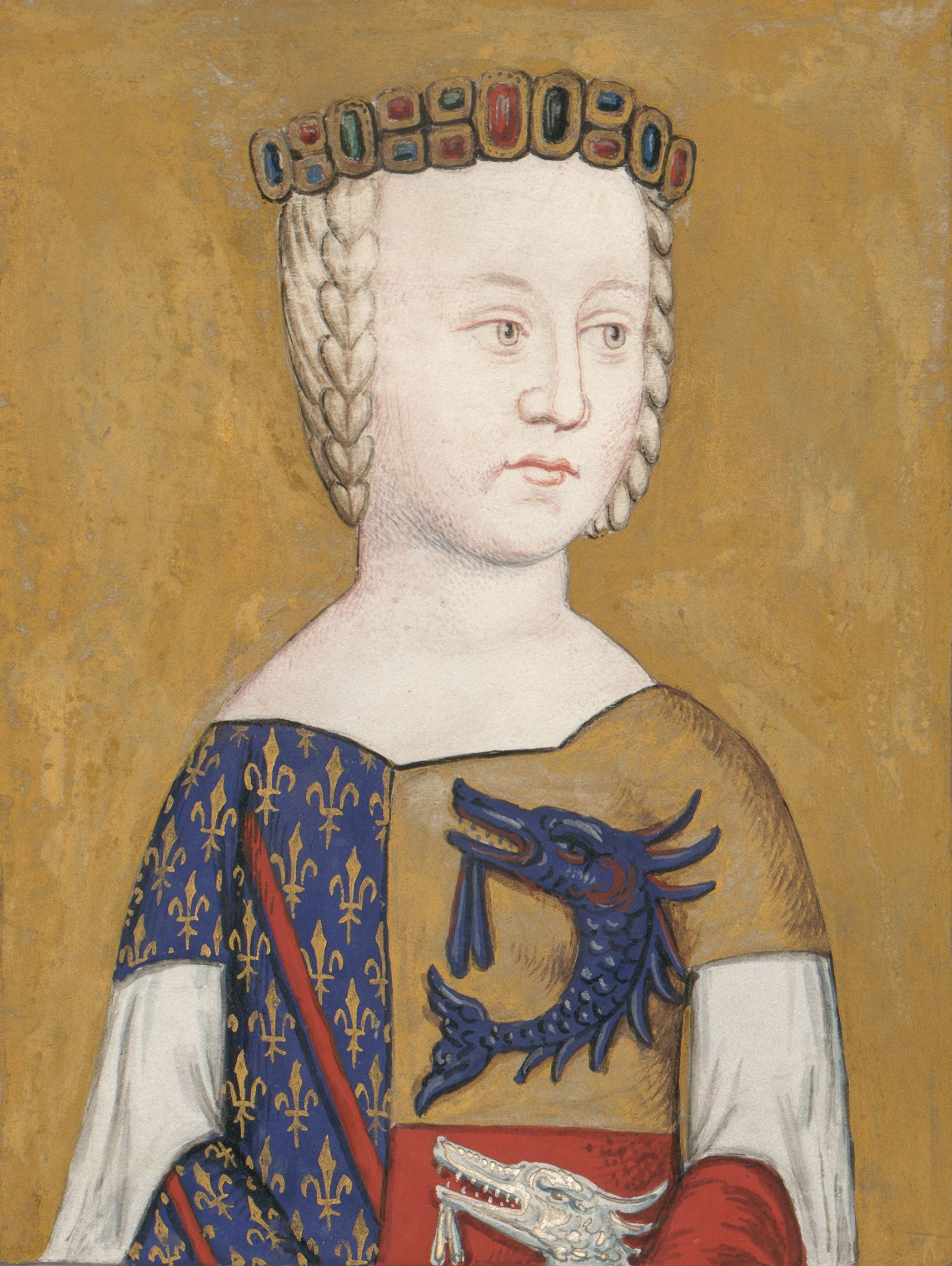
Anne de Forez, dernière comtesse de la maison d'Albon.
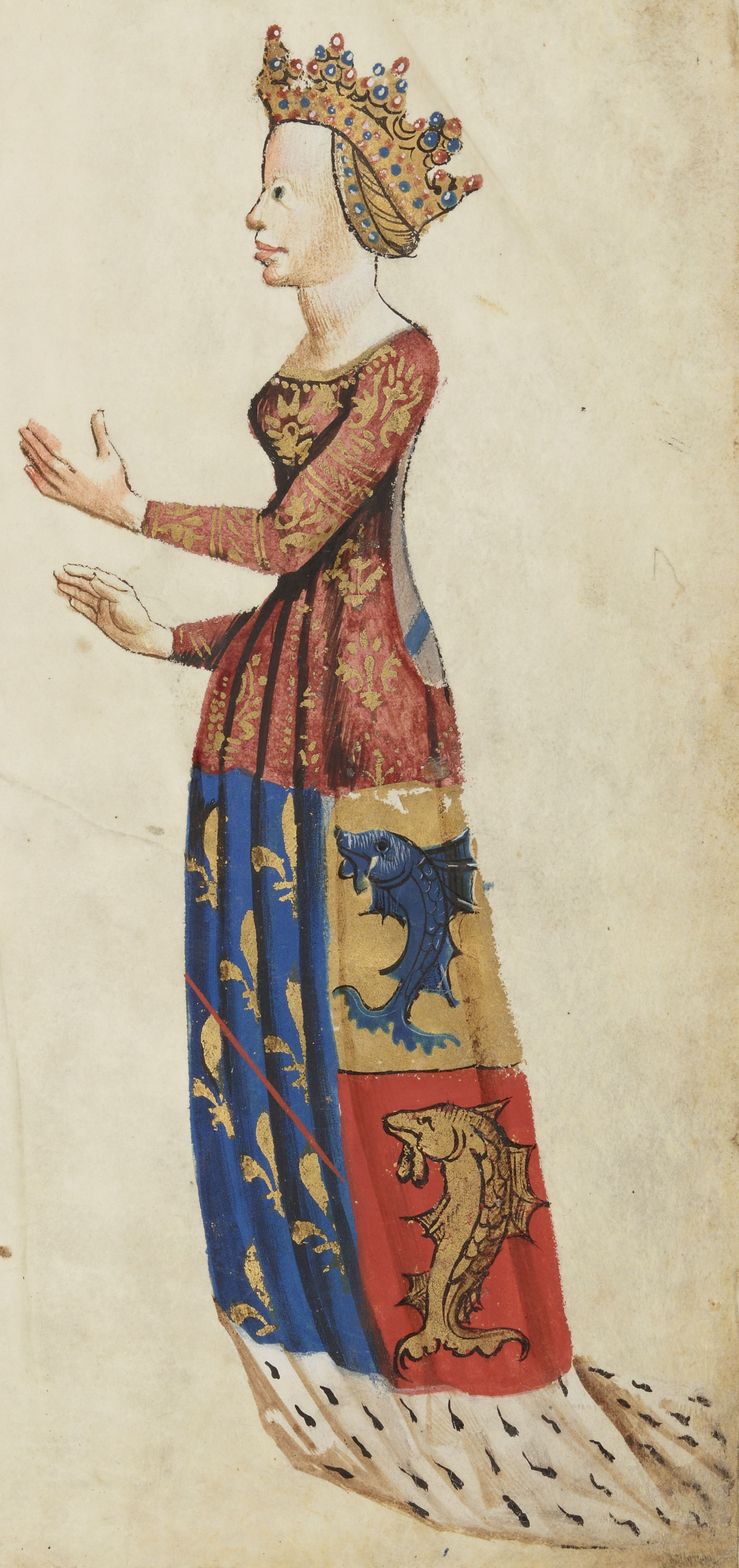
Anne de Forez, par son mariage avec Louis II de Bourbon le Forez entra dans les possessions de la maison de Bourbon en 1371.

## XVesiècle
De 1372 à 1417, le gouvernement du comté est assuré effectivement par la comtesse Anne de Forez : Louis II de Bourbon séjourne toutefois régulièrement en Forez pour le renouvellement des terriers et des hommages de ses seigneurs. Le château de Cleppé, résidence régulière des comtes au XIVe siècle, devient un lieu de gouvernement privilégié de la comtesse. À sa mort, le comté de Forez est définitivement rattaché administrativement aux autres possessions des ducs de Bourbon. Peu présents en Forez, les ducs choisirent de maintenir pour l'essentiel les institutions comtales, déjà bien rôdées comme la Chambre des Comptes de Montbrison et de procéder seulement à des ajustements. Créé à la fin du XIVe siècle, le «Conseil de Forez», composé d'un lieutenant, d'un bailli, d'un juge et de grands officiers assure le gouvernement effectif du comté au moins depuis 1417. Les baillis de Forez deviennent un rouage essentiel de l'administration et de la justice du comté, y compris après le rattachement du comté à la couronne en 1531.
Au XVe siècle, l'office de bailli du Forez devient pratiquement un office héréditaire dans la famille d'Urfé : familiers des comtes au moins depuis le XIVe siècle, les d'Urfé acquièrent une importance considérable dans l'administration forézienne.

Carte de la France à la fin du XVe siècle, le Forez passe dans les possessions de la maison de Bourbon.

## XVIesiècle
À la suite de la félonie du connétable de Bourbon, passé au service de Charles Quint, l'ensemble des territoires de l'État bourbonnais sont confisqués par la couronne de France dont le comté de Forez en 1527. À la disparition de Suzanne de Bourbon en 1521, Louise de Savoie, sa cousine germaine et mère du roi, contesta la succession à la suite des rumeurs de tractations entre Charles de Bourbon et Charles Quint. Elle obtint de son fils François Ier l'investiture pour les duchés de Bourbon et d'Auvergne, les comtés de Clermont, de Forez et de la Marche ainsi que la seigneurie de Beaujeu le 7 octobre 1522. Le Forez entre définitivement dans le domaine royal en 1531 à la mort de Louise de Savoie. François Ier prit solennellement possession du comté lors de son entrée royale dans la ville de Montbrison en avril 1536, rapportée par Jean-Marie de La Mure.
Le Forez reste administré par le bailli du Forez (ou de Montbrison) : représentant du pouvoir royal, il est nommé par le roi par lettres de provision. Claude d'Urfé, nommé en 1535, incarne la transition administrative induite par le rattachement du comté au domaine royal.
En 1542, par l'édit de Cognac, il est rattaché à la généralité de Lyon par François Ier .

Le gouvernement général de Lyon au XVIIIe siècle, avec les provinces du Lyonnais, du Forez et du Beaujolais et les communes et départements actuels.

## Liste des baillis du Forez
1323 : Pierre de Rochefort
1352 : Chivard de Saint-Priest
1354 : Pierre Mitte
1370-1408 : Denis de Beaumont
1408-1412 : Guichard d'Urfé
1436-1450 : Amé Vert
14? : Pierre II d'Urfé
1531-1535 : Gabriel de Lévis-Couzan
1535-1558 : Claude d'Urfé ,
1558-1574 : Jacques Ier d'Urfé
1574-1599 : Anne d'Urfé

## Historiographie
Le déchiffrage et la publication de l'ensemble des chartes foréziennes antérieures au XIVe siècle a été l'œuvre d'une équipe d'historiens réunie par Georges Guichard :
- Guy de Neufbourg ;
- Édouard Perroy (décédé en 1974, médiéviste professeur à la Sorbonne) ;
- Jean-E. Dufour (rédacteur du Dictionnaire topographique de la Loire) ;
- Marguerite Gonon ;
- Jeanne Vielliard (décédée en 1980, chartiste, grand prix de Rome, directrice de l'Institut de Recherche et d'Histoire des Textes) ;
- Alfred Ernout, professeur à la Sorbonne, membre de l'Institut,
- L'abbé Merle (décédé en 1960, professeur de latin-grec aux Minimes de Lyon) ;
- Étienne Fournial.

Ce groupe d'historiens a été le premier à publier, pour une province, tous les textes la concernant antérieurs au XIVe siècle.